# キャンプ・ヘーグ
キャンプ・ヘーグ あるいは キャンプ・ハーグ (Camp Hauge ) は、沖縄県沖縄市と元具志川市に1977年まであった米海兵の基地 (施設番号 FAC6033) 。改名前はキャンプ登川 (Camp Napunja) と呼ばれていた。
1977年に返還。一部地域は陸軍貯油施設及びキャンプ瑞慶覽 (キャンプ・フォスター) に統合された。海兵隊公式ページでも Camp Hague と書かれている場合もあるが、ペリリュー戦と沖縄戦で戦い名誉勲章をうけた ルイス・ジェームス・ハーグ (Louis James Hauge Jr.) 伍長にちなんで名づけられた。

## 概要
キャンプ・ヘーグは、国道329号沿いの平地にあり、東側に具志川市赤道、南側に沖縄市知花、北側に沖縄市登川と隣接し、贅沢で広大な基地の敷地が周辺地域の経済発展の障害となっていた｡返還跡地は、登川土地区画整理事業が施行され、沖縄市老人福祉センターや沖縄市農民研修センターとなり、また住宅用地や公園（馬場都市緑地）になっている。

### 1972年5月15日時点のデータ
所在地：美里村字知花、字登川、具志川市字赤道     
面積：約 645,100 ㎡

### 返還情況

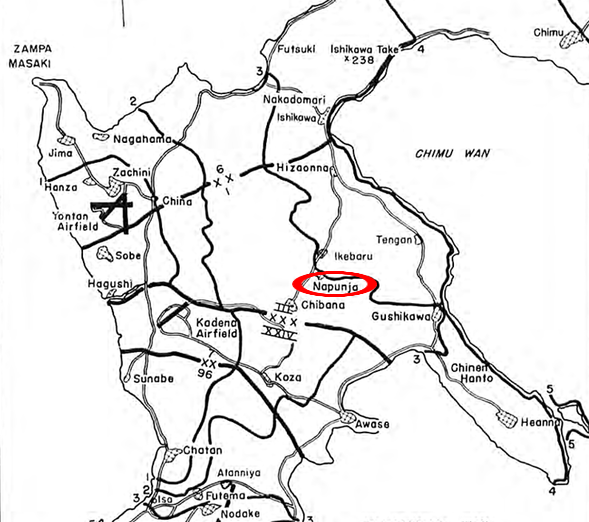
"Napunja"1950年出版の海兵隊による沖縄戦叢書の地図より。

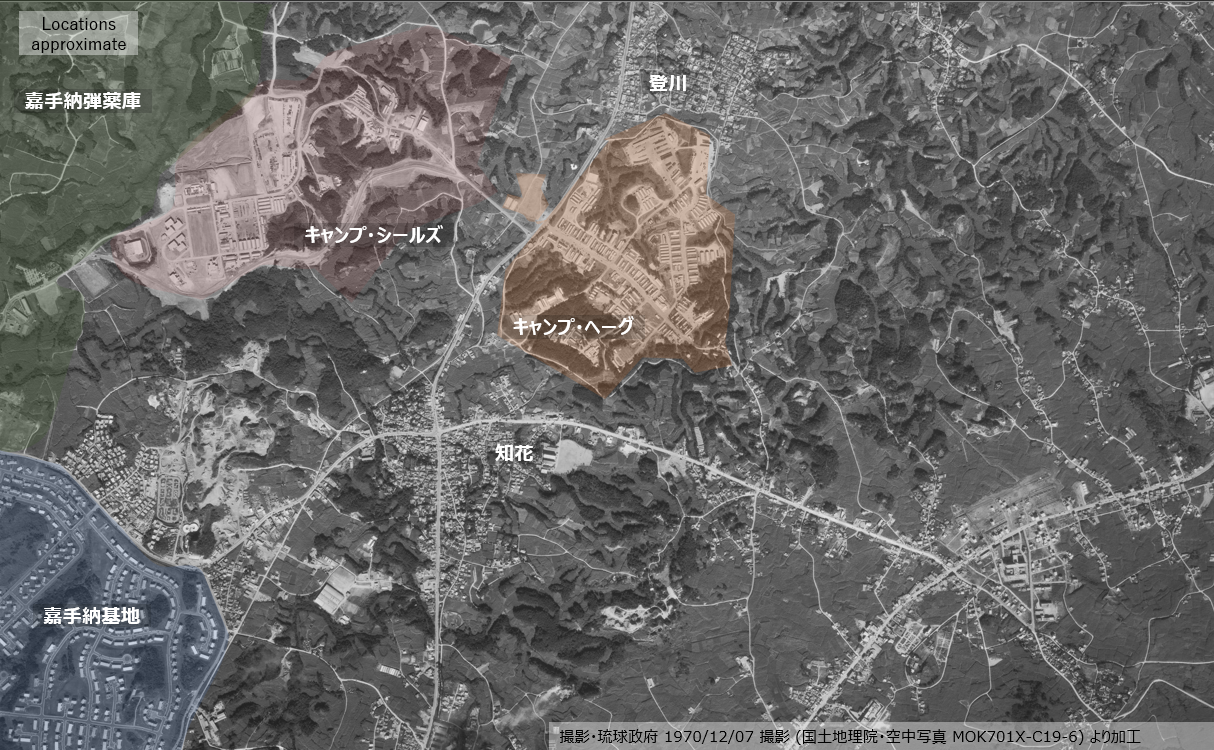
1970年の空中写真 (国土地理院)

返還状況 (千㎡)
| 返還情況 | うるま市 | 沖縄市 | 合計 |
| 1964年   | 12       | 32     | 44   |
| 1971年   | 0        | 54     | 54   |
| 1977年   | 20       | 618    | 638  |
| 合計     | 32       | 704    | 736  |

## 名称についての混乱
比較的知られていない基地で、これほど名前についての混乱がある基地もない。当初、米陸軍基地であった登川の Camp Nupunja という名は、海兵隊が本土から移駐し Camp Hauge という基地名にかわった。しかし、どの名称にも記述に関して多くの混乱がみられる。

### Camp Nupunja
キャンプ登川は Napunja, Nupunja, Napunja, Nubunjā, Niibuja, Nubuza と、実にさまざまな表記がされている。海外の地図や観光案内では今も沖縄市登川 (のぼりかわ) を Nubunjā という名で表記しているものが多い 。登川 (のぼりかわ) は琉球語で Nubunja と発音する ことから、沖縄戦の米軍地図作成段階から Napunja 等の表記が定着しており、米軍基地の名前由来で英語圏で一般化しているものと思われる。波平の楚辺通信所を Hanza Camp と呼ぶのと同じく、より琉球語に近い呼び名となっている。米陸軍第44歩兵連隊や第29歩兵連隊 が駐屯する陸軍基地であった。

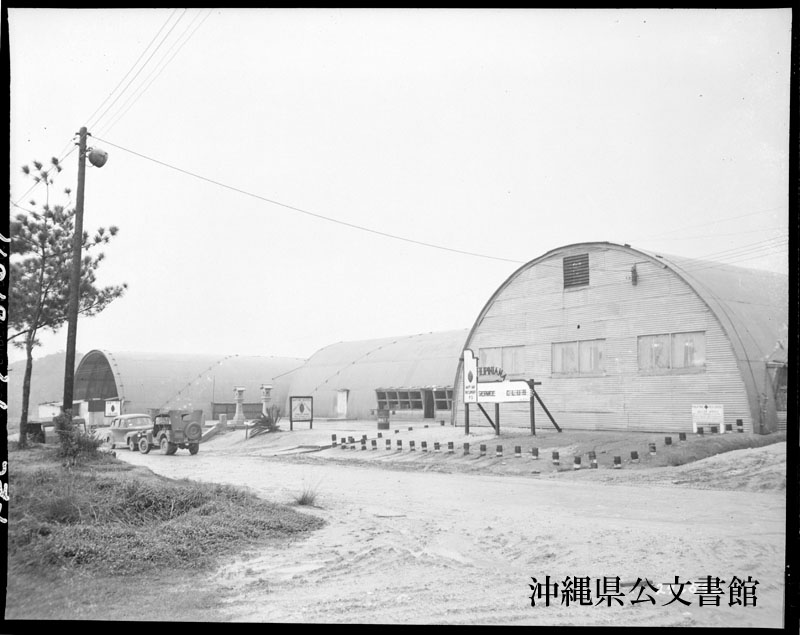
米陸軍第44歩兵連隊の厚生施設 (1947年11月22日撮影) 沖縄県公文書館所蔵

1949年5月1日、第29歩兵連隊はこの登川で再活性化され、幾つかは朝鮮戦争に展開後も登川にとどまった。陸軍が登川から撤退した後、やってきたのは、日本からの米軍基地撤退で沖縄に移駐した海兵隊だった。

### Camp Hauge
1953年8月に岐阜基地に配備された第9海兵連隊司令本部は、大阪の境基地 (Camp Sakai) を経て、1955年7月5日に沖縄の登川基地 (Camp Napunja) に移転する。翌年1956年1月には、キャンプ瑞慶覧に移転した。

キャンプ・ナプンジャは、海兵隊移駐後、しばらくしてキャンプ・ハーグと改名される。キャンプ・ハーグはペリリュー戦と沖縄戦で戦い名誉勲章をうけた海兵隊のルイス・ジェームス・ハーグ (Louis James Hauge Jr.) 伍長にちなんで海兵隊が命名したもので、Hauge という名前はハウジやヘーグではなくハーグと読むのが一般的である。そこから Hague (ヘイグ) という綴りと混合されることも多く、海兵隊の公式サイトですら Hague と記載しているものもある。
第9海兵連隊は、快適な大阪の境基地 (Sakai Camp) からまだ建設中の登川キャンプに移転したときの落胆をこのように記録している。

### Camp Kinser
キャンプ・ヘーグの西側には、アメリカ海軍建設工兵隊（シービー）の本拠地キャンプ・シールズ (Camp Shields) があり、ヘーグはシービーズの兵舎として利用された。これも混乱しがちであるが、1970年まで、キャンプ・シールズは、キャンプ・キンザー (Camp Kinser) と呼ばれていた。
1970年12月16日、キャンプ・キンザーが正式にキャンプ・シールズとなる。ベトナム戦争の1965年ベトナム戦争ドンソアイの戦いでの英雄的行為で初めてシービーとして名誉勲章を与えられた3等重機整備士マービン・シールズ (Marvin G. Shields) にちなんでいる。
その後、海兵隊の牧港補給地区 (Machinato Service Area) がキャンプ・キンザーと命名される。沖縄戦で英雄となった海兵隊員エルバート・キンザー軍曹 (Elbert Luther Kinser) の名前にちなんでいる。 

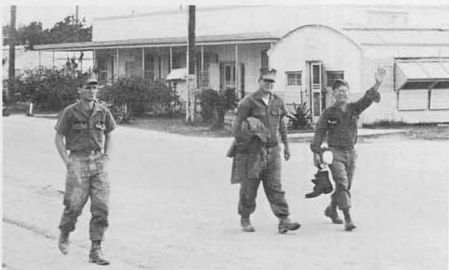
キャンプ・ヘーグからキャンプ・キンザー (現キャンプ・シールズ) まで道路 (現国道329号) をはさんでぶらぶら散歩の通勤距離 (1968年頃)

## 歴史
- 1945年、沖縄戦で軍事占領され継続使用される。第３海兵師団や第 12 海兵連隊が常駐し、補給、通信、医療、輸送、修理等の各部門が集中する米海兵隊の中枢基地となる。
- 1972年5月15日、宿舎、事務所及び訓練場として使用される。
- 1977年5月14日、638,000㎡返還。一部区域は、同年12月15日、陸軍貯油施設及びキャンプ瑞慶覽に統合された。

跡地開発
キャンプ・ヘーグは国道329号沿いの基地密集地にあり、東側に具志川市赤道、南側に沖縄市知花、北側に沖縄市登川と隣接し、周辺地域の振興開発の障害となっていた｡返還跡地は、登川土地区画整理事業が実施され、住宅用地、福祉施設、企業用地として使用されている｡

### 小型核兵器の訓練
2011年8月、米国国立公文書館の文書で、ベトナム戦争時代の1960年代にキャンプ・ヘーグで小型核兵器による訓練を実施したことが明らかになっている。その報告書は米国海兵隊の第3海兵師団の1960年代半ばから後半までの期間の月次報告書に含まれていた。文書によると、このような核兵器訓練は、不定期で1966年から1968年の間に行われたと述べている。また2011年8月13日のTBS「報道特集」で、キャンプ・ヘーグの元兵士を取材、訓練中に仲間の兵士数人と共に被ばくし、通常の80倍以上の濃度の内部被ばくが確認されていたと報じた。

## 参照
- 沖縄の米軍基地